# Wilhelm Hildemar Mielck

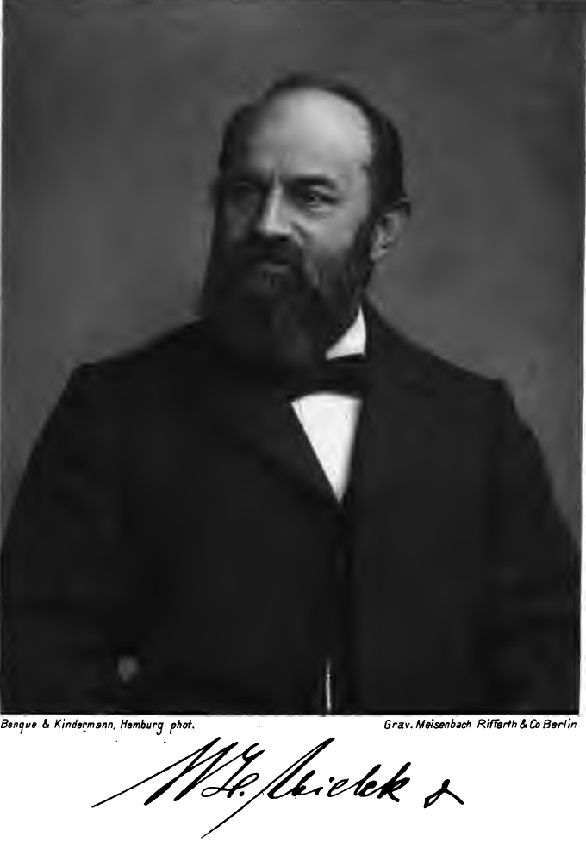
Wilhelm Hildemar Mielck um 1890

Wilhelm Hildemar Mielck, häufig nur Wilhelm Mielck, (* 17. Oktober 1840 in Hamburg; † 16. März 1896 ebenda) war ein deutscher Apotheker und Sprachforscher.

## Leben
Mielck stammte aus eine Apotheker- und Pastorenfamilie. Er besuchte von 1852 bis 1856 das Johanneum zu Hamburg. Anschließend war er in Hamburg bis 1860 Apotheker-Lehrling, dann Apotheker-Gehilfe in der Schwan-Apotheke bei seinem Vater. In dieser Zeit besuchte er Vorlesungen des Akademischen Gymnasiums. Von 1861 bis 1865 war er an Apotheken in St. Petersburg und Moskau tätig, bevor er das Studium an der Universität Göttingen aufnahm. Für zwei Semester wechselte er an die Universität Heidelberg. 1869 schloss er sein Studium mit dem Apothekerexamen und der Promotion bei Rudolph Fittig in Göttingen mit der Dissertation Beiträge zur Kenntnis der Piperinsäure ab.
Mielck war von 1867 bis 1882 Ökonomie-Vorsteher in der Hamburgischen Gesellschaft zur Beförderung der Künste und nützlichen Gewerbe. Nach dem Studium nach Hamburg zurückgekehrt wurde er wieder Apotheker-Gehilfe in der Schwan-Apotheke bei seinem Vater. Auch wurde er in Hamburg Dozent für Botanik und Pharmakognosie an der Pharmazeutischen Lehranstalt in Hamburg. Bei der Hamburger Turnerschaft von 1816 war er Mitglied der Gedenktafel-Kommission nach Kriegsende 1871, 1874 Mitgründer und Vorstandsmitglied des Vereins für Niederdeutsche Sprachforschung und 1875 wurde er Besitzer der Schwan-Apotheke. Ab 1878 war er zudem Armenpfleger in Hamburg.
Mielck wurde 1885 Mitglied im Vorstand des Vereines für Hamburgische Geschichte, 1887 Pharmazeutischer Assistent des Medizinal Collegiums in Hamburg und 1888 Bibliotheksvorsteher in der Hamburgischen Gesellschaft zur Beförderung der Künste und nützlichen Gewerbe. Zuletzt übernahm er 1891 den Vorsitz in der Kommission für die Altertümersammlung in Hamburg.
Der Meeresbiologe Wilhelm Mielck war sein Neffe.

## Werke (Auswahl)
- Beiträge zur Kenntnis der Piperinsäure, Huth, Göttingen 1869
- Die niederdeutsche Sprache des Tischlergewerks in Hamburg und Holstein. In: Niederdeutsches Jahrbuch, Band I (1875), S. 72–92.
- Das Gothaer mittelniederdeutsche Arzneibuch und seine Pflanzennamen von Prof. Dr. Regel, Neumünster 1877.
- Beiträge zur niederdeutschen Kinderliederkunde, Culemann, Hannover, um 1880.
- Vergangenheit und Zukunft der Sammlung Hamburgischer Alterthümer, Voß, Hamburg 1893.
- Führer für den Besuch der Sammlung Hamburgischer Alterthümer im Herbste 1895, Lütcke und Wulff, Hamburg 1895.